# Шейн, Эдгар
Эдгар Шейн (англ. Edgar H. Schein; 5 марта 1928, Цюрих — 26 января 2023, Пало-Алто, Калифорния) — американский психолог швейцарского происхождения, теоретик и практик менеджмента, основатель научного направления «Организационная психология», автор работ по организационной культуре, бывший профессор Школы менеджмента Слоуна.
Эдгар Шейн получил известность благодаря своим впечатляющим научным результатам и успешному консультированию многих крупных корпораций США и стран Европы. Его достижения были высоко оценены в 1988 году, когда совместным решением Американской психологической ассоциации и Американского общества обучения и развития Э. Шейну было присвоено почётное звание «Консультанта года». Э. Шейн внёс заметный вклад в развитие четырёх научных направлений. Первое из них связано с проблемами культуры. Его опубликованная в 1992 году работа «Organizational Culture and Leadership» («Организационная культура и лидерство») признана классической в данной области. Второе направление касается вопросов обучения и изменения организаций, и здесь Э. Шейн успешно развивал многие традиционные теории. Третье направление посвящено анализу карьерного роста, и в особенности концепции «карьерного якоря», впервые введённой в употребление в 1970-х годах. Наконец, четвёртое направление его исследований, основы которого были заложены в книге «Process Consultation» («Процесс консультирования»), связано с изучением основ деятельности учёных и консультантов.

## Биография

### Основные даты жизни
- родился 5 марта 1928 г. в Цюрихе, Швейцария;
- в 1947 году получил степень бакалавра в Чикагском университете;
- в 1949 году получил степень магистра в Стэнфордском университете;
- в 1952 году получил степень доктора социальной психологии в Гарвардском университете;
- в 1952—1956 годах служил в армии США в чине капитана;
- с 1956 года является профессором Массачусетского технологического института.

### Детство и молодость
Эдгар Шейн родился в Швейцарии; часть его детства прошла в Чехословакии и России, прежде чем его отец, учёный-физик, не обосновался окончательно в США. Одно время Шейн подумывал о карьере физика, однако, в конце концов, решил посвятить себя изучению социальной психологии. В период работы над докторской диссертацией в Гарварде он активно общался с представителями разных научных дисциплин, в том числе специалистами по социальной и клинической психологии, социологии и антропологии. Эта атмосфера оказала влияние на его дальнейшее научное развитие.
Из Гарварда Шейн попал в армию, где занимался вопросами репатриации корейских военнопленных. В Военном исследовательском институте Уолтера Рида он провел исследование результатов политики «промывания мозгов» и позднее написал статью и книгу по проблемам принудительного убеждения. После окончания службы в армии он получил из Бостона приглашение Дугласа Макгрегора (Теории X и Y) перейти в Массачусетский технологический институт (МТИ). Затем последовало направление на стажировку в Национальную тренинговую лабораторию в городе Бетел (штат Мэн), в которой профессор Шейн получил один из первых опытов исследования развития личности и организации.

### Карьера
Эдгар Шейн получил степень бакалавра в 1947 году в Чикагском университете, степень магистра — в 1949 году в Стэнфордском университете и, наконец, степень доктора социальных отношений — в 1952 году в Гарвардском университете. Он написал несколько работ по социальной и организационной психологии, однако наибольшую известность получил благодаря таким книгам, как ставшие классикой «Process Consultation» (Addison-Wesley, 1969, rev, 1989) и «Process Consultation: Vol. 2 Lessons for Managers and Consultants» (Addison-Wesley, 1987), а также «Organizational Culture and Leadership» (Jossey-Bass, 1985). В сфере организационного развития (OP) он предложил новый методологический подход, получивший название «Клинический подход к естественным наблюдениям» (Sage, 1987).
Научная работа Эдгара Шейна велась по четырём основным направлениям: организационная культура, организационные обучения и изменения, динамика карьерного роста и процесс консультаций.
Умер 26 января 2023 года.

## Основные работы
- «Career Anchors: Discovering Your Real Values» (1966)
- «Culture: The Missing Concept in Organization Sciences», Administratively Science
- «Quarterly» (1996)
- «Organizational Psychology» (1965)
- «Organizational Culture and Leadership» (1992)
- «Process Consultation 3rd edition» (1998)
- «The Clinical Perspective in Fieldwork» (1987)